# Choiseul (île)
Pour les articles homonymes, voir Choiseul.
Choiseul est une île de l'océan Pacifique Sud faisant partie des îles Salomon. Elle forme la plus grande partie de la province de Choiseul. Son nom vient du secrétaire d'état à la marine de Louis XV, Étienne-François de Choiseul.
Elles furent le théâtre du raid sur Choiseul où les États-Unis ont mené une attaque de diversion du 28 octobre au 3 novembre 1943 durant la campagne des îles Salomon pendant la guerre du Pacifique.
Les populations ont particulièrement développé une monnaie funéraire, zaru mbavara.

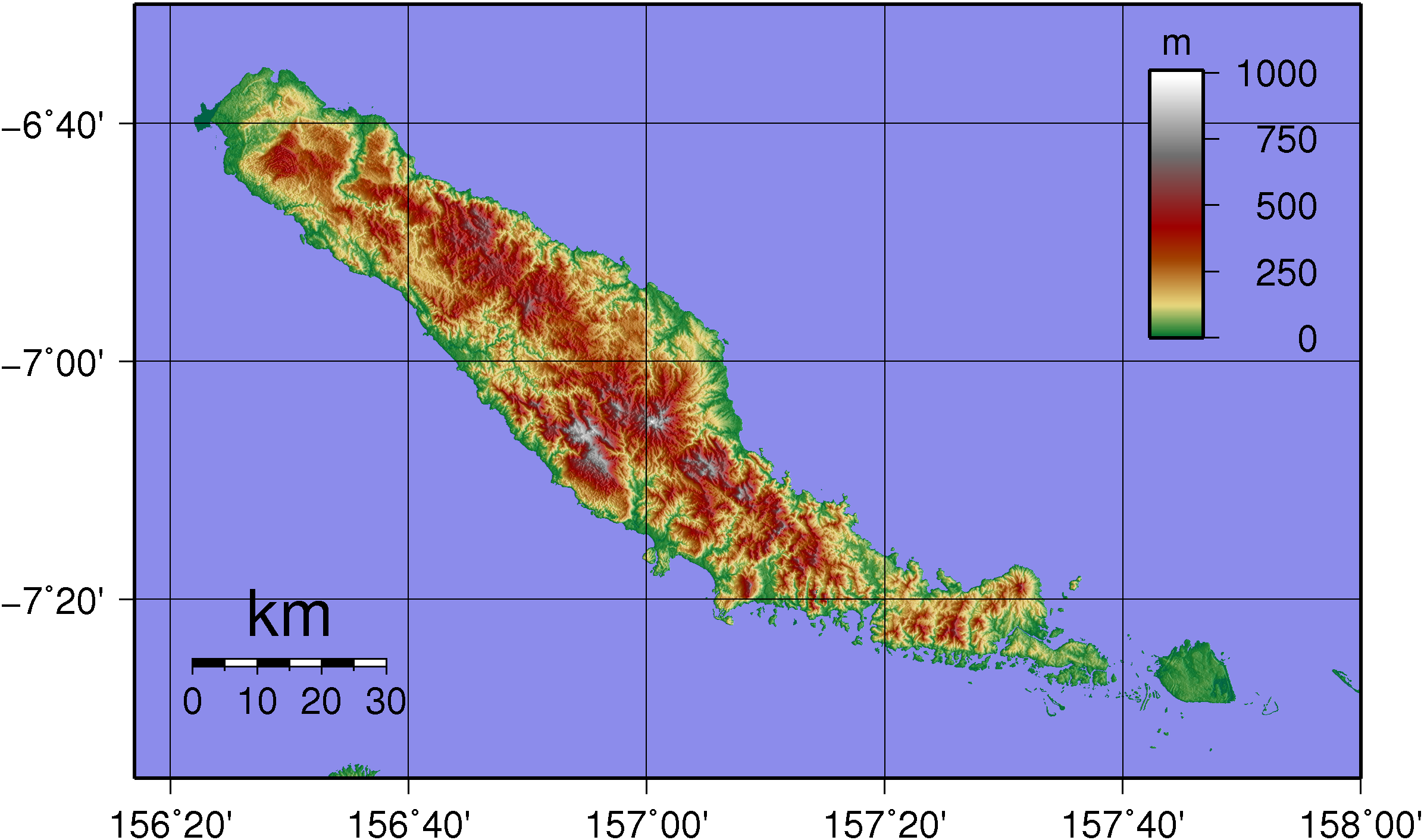
topographie de l'île